# Stanton, Dakota de Nord
Stanton este sediul comitatului Mercer (conform originalului din engleză, Mercer County), unul din cele 53 de comitate ale statului american Dakota de Nord. Populația fusese de 366 de locuitori la recensământul din 2010. Stanton a fost fondat în 1883.
1. ↑  Recensământul Statelor Unite ale Americii din 2010, accesat în 9 iulie 2020